# Берёзовка (приток Боковой)
Берёзовка — река в России, протекает в Котельничском районе Кировской области. Устье реки находится в 60 км по левому берегу реки Боковая. Длина реки составляет 11 км.
Исток реки в болотах к югу от деревни Архипенки. Река течёт на юго-запад по заболоченному ненаселённому лесу.

## Данные водного реестра
По данным государственного водного реестра России относится к Камскому бассейновому округу, водохозяйственный участок реки — Вятка от города Котельнич до водомерного поста посёлка городского типа Аркуль, речной подбассейн реки — Вятка. Речной бассейн реки — Кама.
По данным геоинформационной системы водохозяйственного районирования территории РФ, подготовленной Федеральным агентством водных ресурсов:
- Код водного объекта в государственном водном реестре — 10010300412111100036849
- Код по гидрологической изученности (ГИ) — 111103684
- Код бассейна — 10.01.03.004
- Номер тома по ГИ — 11
- Выпуск по ГИ — 1